# 王鹏 (1964年)
王鹏（1964年2月—），湖南湘乡人，中国人民解放军中将。

## 生平
1985年毕业于南京大学经济系，分配到军事科学院战略理论部当研究员。他再三请求重新分配，来到南京陆军指挥学院，接受为期2年的合成参谋专业培训。1986年11月加入中国共产党。培训结束后，他参加了老山战役，曾任教员，师作训参谋，副科长，营长，团参谋长，师作训科长。1998年起，历任集团军教导大队训练处长，集团军司令部侦察处长，旅参谋长，副旅长，2003年1月从国防大学硕士研究生毕业。先后被评为“全军爱军精武标兵”、“优等指挥军官”和军区“军事训练先进个人”、“作战准备重难点攻关先进个人”、“反恐演练先进个人”等。
2006年7月，王鹏任陆军第12集团军34摩步旅旅长。2008年3月，经严格考核，这个旅成为南京军区数支外军模拟部队中的一支，他也由此成为一名“蓝军司令”。当时，许多官兵都把王鹏叫做“野狼”；而一些与王鹏过过招的部队指挥员则称：“他比野狼还要凶狠！”2009年被评为全军“学习成才标兵”。后任第12集团军副参谋长。2016年，任东部战区陆军副参谋长。2019年6月，升任陆军指挥学院院长。2021年6月，改任国防大学副校长兼教育长。2021年12月，升任中央军委训练管理部部长。
2017年7月晋升少将军衔，2021年12月晋升中将军衔。